# Stipulazione aquiliana
Nel diritto romano civile, la stipulazione aquiliana (in latino stipulatio aquiliana) è un modo di regolamento delle obbligazioni corrispettive in un contratto sinallagmatico ideato dal giureconsulto Gaio Aquilio Gallo nel II secolo a.C.

## Il regolamento delle partite di debito
Al tempo le obbligazioni di fonte orale (quelle cioè contratte verbalmente) venivano estinte in forma classica con l'adempimento della prestazione, ma nella prassi si diffuse il ricorso all'acceptilatio, formula rituale solenne con la quale il debitore chiedeva al creditore se il suo debito fosse stato onorato; pervenire alla remissione del debito senza l'adempimento della prestazione era una sorta di artificio, di virtualità che Gaio chiamò imaginaria solutio, risoluzione immaginaria. Con l'acceptilatio si realizzava una nuova stipulatio, si stringeva cioè un nuovo accordo che riassumesse gli sbilanciamenti precedenti e che facesse quindi nuova regola fra le parti, a tutti gli effetti come novatio rispetto all'accordo precedente: in pratica il nuovo accordo era modellato sulla situazione di fatto delle obbligazioni da onorare, se ne ricavava una nuova obligatio verbis contracta e l'acceptilatio risolveva il sinallagma.
Con la soluzione aquiliana, in presenza di più rapporti di obbligazione fra le parti, tutti i rapporti, e quindi tutte le obbligazioni correnti fra di essi, venivano novati con un'unica stipulatio, cui seguiva un'altrettanto unica risoluzione mediante una sola acceptilatio. Lo sbilanciamento fra le obbligazioni veniva quindi calcolato, o convertito, in una somma di denaro che il maggior obbligato si impegnava a rimettere al suo creditore; con il pagamento, la transazione riguardava l'insieme delle obbligazioni, senza più necessità di transigere su ognuna di esse.

## Formula
La formula recitava:
Gaio aggiunge a questa formula quella dell'acceptilatio, che sarebbe immediatamente dopo seguita.